# Courcelles-Chaussy
Courcelles-Chaussy település Franciaországban, Moselle megyében. Lakosainak száma 3005 fő (2022. január 1.). Courcelles-Chaussy Condé-Northen, Les Étangs, Maizeroy, Pange, Silly-sur-Nied, Varize és Colligny-Maizery községekkel határos.

## Népesség
A település népességének változása:
| Lakosok száma | 1240 | 2263 | 2365 | 2857 | 3054 | 3104 | 3075 | 3006 | 2961 | 3005 |
|               | 1968 | 1982 | 1990 | 2006 | 2013 | 2015 | 2017 | 2019 | 2020 | 2022 |